# 토끼–오리 착시

Fliegende Blätter 1892년 10월 23일 호의 "Kaninchen und Ente"("토끼와 오리")

토끼–오리 착시는 토끼 혹은 오리가 보이는 유명한 반전 이미지이다.
가장 오래된 토끼-오리 그림은 독일의 유머 잡지 Fliegende Blätter의 1892년 10월 23일 호에서 나왔다. "Welche Thiere gleichen einander am meisten?" ("어떤 동물과 가장 닮았나?")이란 설명이 그림 위에 있으며, 그림 아래에는 "Kaninchen und Ente" ("토끼와 오리")라고 쓰여 있다.
심리학자 조셉 자스트로가 이 그림을 사용한데 이어, 이후 루트비히 비트겐슈타인이 이 그림을 《철학 탐구》에서 "~임을 봄(seeing that)"과 "~으로 봄(seeing as)" 이 두 가지로 사물을 보는 방법을 설명하는데 사용하며 유명해졌다.